# Славољуб Вуксановић
Славољуб Вуксановић Јајко (Блаце, код Прокупља, 3. април 1921 — Дебељак, код Хан Пијеска, 16. децембар 1943) био је учесник Народноослободилачке борбе и народни херој Југославије.

## Биографија
Рођен је 3. априла 1921. године у вароши Блацу, код Прокупља. Потиче из сиромашне сељачке породице. Основну школу и четири разреда Грађанске школе завршио је у Прокупљу. Због недостатка новца, није мога да настави школовање па је прешао у Ваздухопловну подофицирску школу у Крушевцу.
Као припадник Ваздухопловства војске Краљевине Југославије, активно је учествовао у Априлском рату. После капитулације, вратио се у родни крај. Пошто му је старији брат био комунист и члан Комунистичке партије Југославије, одмах се укључио у рад на припрема устанка. Његов задатак је био прикупљање оружја и припрема и обучавање омладине за борбу.
До новембра 1941. године, је радио на обавештајним пословима и другим задацима на терену, због чега је често одлазио у Крушевац. Новембра 1941. ступио је Топлички партизански одред, али је убрзо потом, био заробљен приликом борбе са четницима, код села Заравна. Четници су га одвели у Блаце где су га мучили, али не дуго, јер су Топлички и Расински партизански одред, 5. децембра ослободили Блаце.
После ослобођења из затвора, вратио се у Топлички партизански одред и постао командир чете. Учествовао је у многим борбама и више пута се истакао: у селу Свраче убио је 12 четника; на путу Прокупље-Куршумлија, са својом четом, извршио је напад на ауто-колону недићеваца и убио једног официра и два подофицира Српске државне страже. У борбама са четницима, код Велике Плане, тешко је рањен.
Маја 1943. године пребачен је у источну Србију и постављен за командира Јастребачке чете Тимочког партизанског батаљона. Са батаљоном је учествовао у многим борбама, а посебно се истакао: у борби с четницима на Кучајским планинама и с Бугарима на Маљенику.
Касније се поново вратио на југ Србије и 18. октобра 1943. године код села Космач, близу Куршумлије, са Првом јужноморавском бригадом и Првим јужноморавским партизанским одредом учствовао у жестоким борбама против 27. бугарске дивизије и Српске државне страже. Десет дана касније учествовао је у борбама против делова 67. бугарског пука, код села Руковца. Нарочито се истакао, у борбама Прве јужноморавске бригаде, против четника Драже Михаиловића, новембра 1943. године, код села Великог Шиљеговца, када је четницима нанет тежак пораз од 130 мртвих и 190 заробљених.
Прва јужноморавска бригада је крајем 1943. године кренула преко Шумадије и западне Србије у источну Босну. На том путу водила је више тешких борби, у којима се Славољуб истакао: код Крушевца, Доње Шаторње, Трешњевице, Даросаве, на Дивчибарама и Тари, на Озрену и код Тузле.
Погинуо је 16. децембра 1943. године у на Дебељачи, код Хан Пијеска у источној Босни, приликом борби јединица Пете крајишке дивизије против Прве брдске дивизије и Седме СС дивизије „Принц Еуген“, на путу Хан Пијесак-Соколац.
Указом председника Федеративне Народне Републике Југославије Јосипа Броза Тита, 9. октобра 1953. године, проглашен је за народног хероја.